# ارخلبوو
ارخلبوو (به چکی: Archlebov) یک منطقهٔ مسکونی در جمهوری چک است که در ناحیه هودونین واقع شده‌است. ارخلبوو ۱۳٫۳۲ کیلومتر مربع مساحت و ۸۷۳ نفر جمعیت دارد و ۲۲۷ متر بالاتر از سطح دریا واقع شده‌است.